# Södra bådarna
Södra bådarna är skär i Åland (Finland). De ligger i Skärgårdshavet och i kommunen Brändö i landskapet Åland, i den sydvästra delen av landet. Öarna ligger omkring 80 kilometer nordöst om Mariehamn och omkring 220 kilometer väster om Helsingfors.
Arean för den av öarna koordinaterna pekar på är 0,3 hektar och dess största längd är 100 meter i nord-sydlig riktning. Trakten är glest befolkad.

## Klimat
Inlandsklimat råder i trakten. Årsmedeltemperaturen i trakten är 6 °C. Den varmaste månaden är augusti, då medeltemperaturen är 16 °C, och den kallaste är januari, med −5 °C.